# B-58 (航空機)
B-58 ハスラー
飛行するB-58A-10-CF 59-2442号機
(1967年6月29日撮影)
- 用途：戦略爆撃機
- 分類：重爆撃機
- 製造者：コンソリデーテッド・ヴァルティー・エアクラフト社
- 運用者： アメリカ合衆国（アメリカ空軍）
- 初飛行：1956年11月11日
- 生産数：116機
- 生産開始：1960年3月15日
- 運用開始：1960年8月
- 退役：1970年1月31日
- 運用状況：退役
- ユニットコスト：1,244万米ドル[注 1]
- サブタイプ：モデル58-9
- 派生型：RB-58 ※偵察型　TB-58 ※訓練機型

B-58 ハスラー（Convair B-58 Hustler ）は、コンソリデーテッド・ヴァルティー社が開発したアメリカ空軍の超音速戦略爆撃機である。
愛称の「ハスラー(Hustler)」は「博奕打ち」の意。

## 概要
東西冷戦下におけるアメリカの大量報復戦略に基づいて製造された、マッハ2の快足を誇るデルタ翼爆撃機であり、アメリカ空軍としては初の超音速爆撃機である。冷戦下で対立を続けていたソビエト連邦およびワルシャワ条約機構の防空網を、高高度から高速で突破して核攻撃できる能力を目指して開発された。
数多くの新機軸が盛り込まれたが、結果としては非常に高価な機体となってしまい、費用対効果の面で不利となった。この他にも数々の問題を抱えていたことも相まって、防空網の充実により高高度高速侵入戦術自体が時代遅れのものと化したこともあり、運用開始から10年足らずで退役を余儀なくされた。
しかし、アメリカ軍により最新鋭の超音速爆撃機として広く喧伝された結果として本機がソビエト連邦の軍事戦略に与えた影響は大きく、“戦略兵器”としての存在意義は十分にあった、との評価もある（「#評価」の節参照）。

## 装備・特徴

### 機体構造

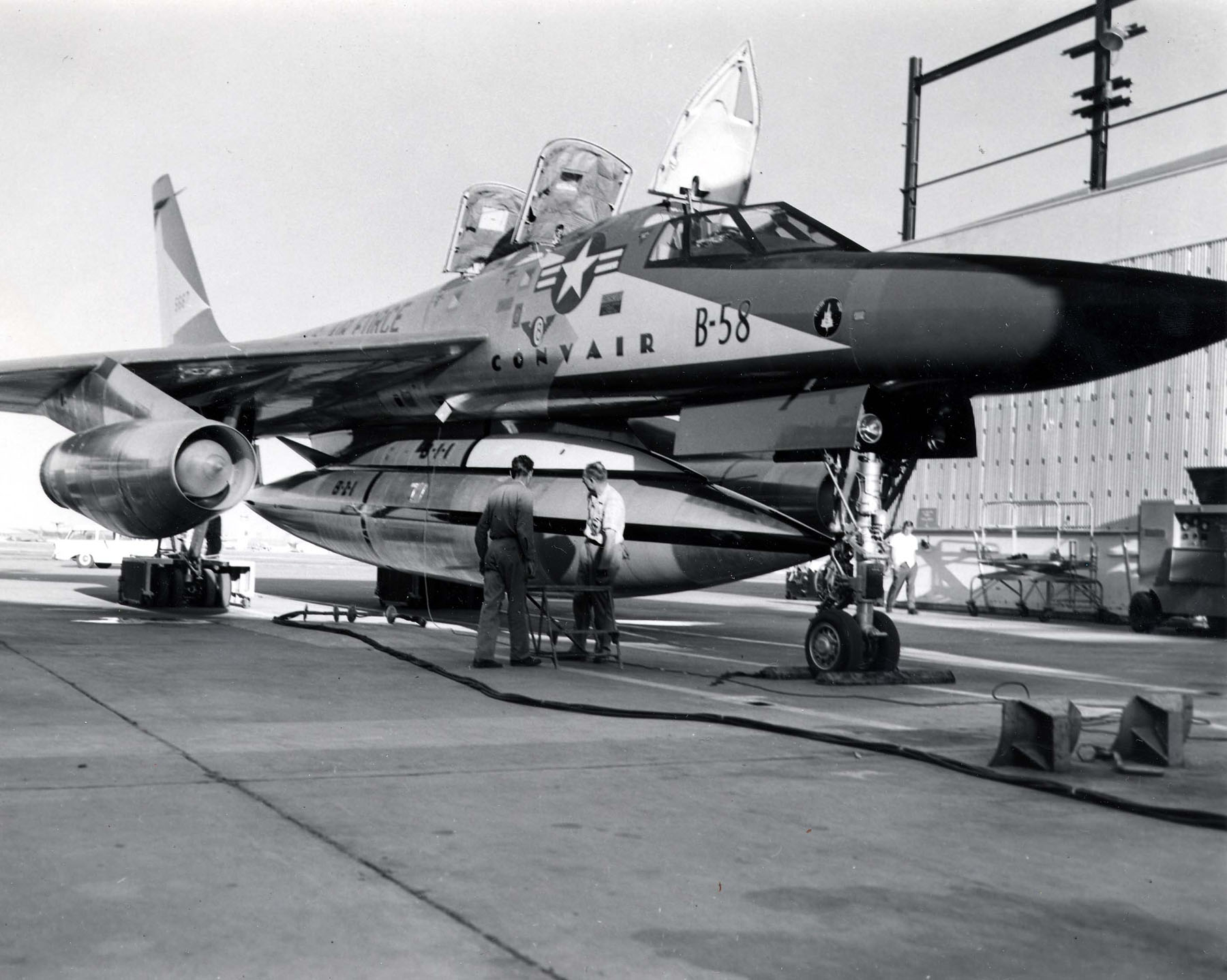
前部から見たB-58

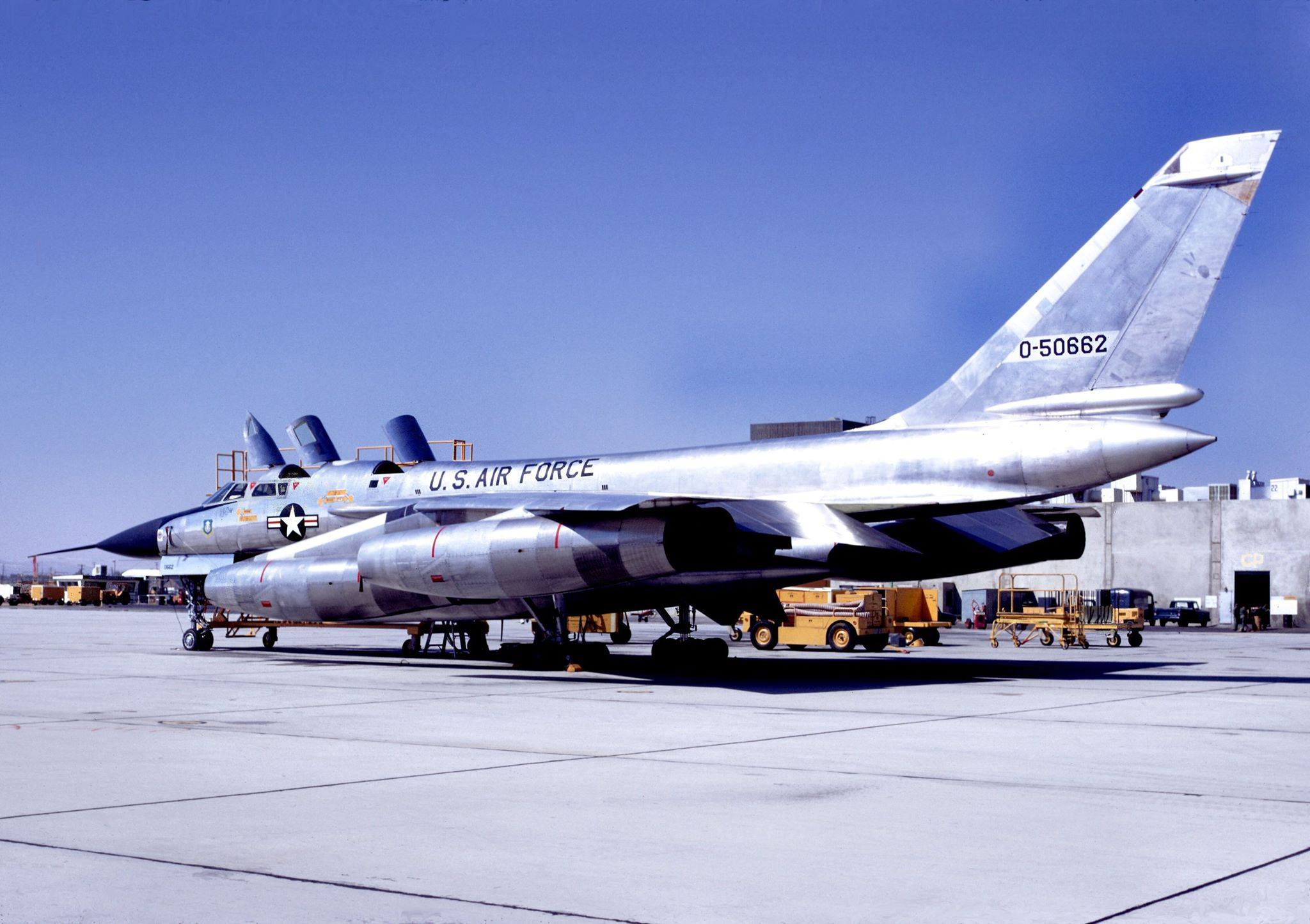
後部から見たB-58

主翼はコンベア社が得意としていたデルタ翼で、前縁後退角はマッハ2での巡航に最適とされている60度である。胴体は同じくコンベア社のF-102でも採り入れられたエリアルールを適用し、主翼との結合部は大きくくびれた「コークボトル」状となっている。しかしこのような胴体の形状では機内容積が減少するためB-58は後述のように爆弾倉は設けず爆弾等を外装式にしている。
構造材にはハニカム構造を大幅に採り入れることにより軽量化しており、外板の大部分にはアルミ合金でサンドイッチしたフェノール樹脂ハニカムを、エンジンの排気を浴びる主翼下面にはステンレスハニカムが使用された。このため構造重量は全備重量のわずか14%に過ぎず、デルタ翼の広い翼面積と相まって、B-58の特徴である高空高速巡航に有利な低い翼面荷重が実現された。
B-58では高空・高速での空力的目標が最優先され、ステルス性は重要視されていなかったが、機体の小型化によってRCSを抑えようとしており、角度によってはB-52の1/10～1/30のRCSを実現できたとされている。
当時のアメリカ軍にはデルタ翼の練習機が無かったことから、訓練機であるTB-58Aへ乗る前に飛行特性を体験する初期訓練には同じくデルタ翼で操縦席がサイドバイサイド配置のF-102が利用された。

### エンジン
エンジンは4基のGE J79を主翼下にポッド式に搭載している。J79はそれまでのエンジンと異なり、高度35,000フィート以上では連続2時間のアフターバーナー使用が可能となっている。

### 武装

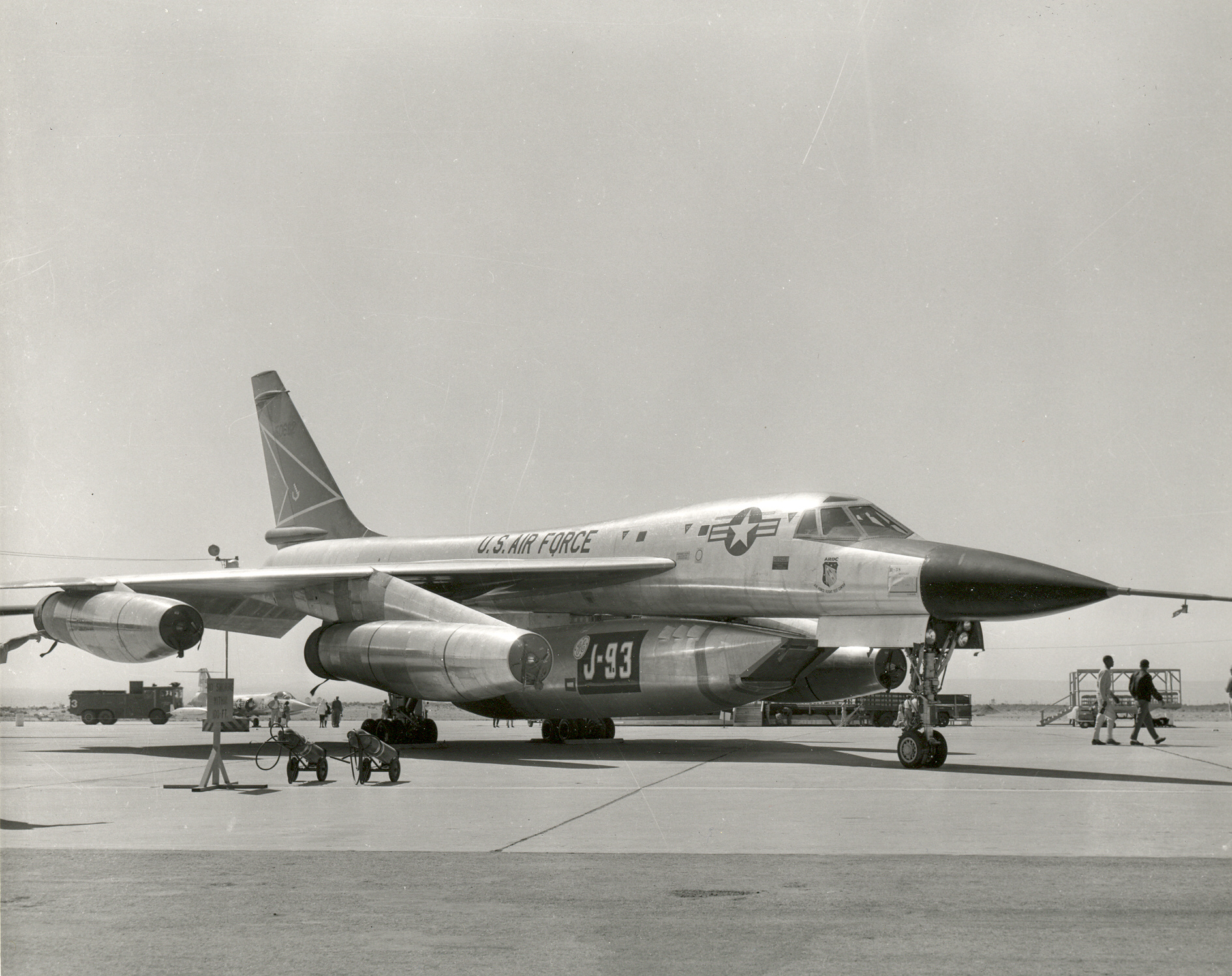
J-93のテストベッドとなったB-58

本機の武装面での最大の特徴は、爆撃機でありながら機体内に爆弾倉を持たず、自衛用火器（後述）を除く全ての武装を、胴体下部に装着した外装ポッド（ミッションポッド）に収納した点にある。外装ポッドはいわば爆弾兼増槽（補助燃料タンク）であり、往路ではポッド内の燃料を使い、内蔵する爆弾ごとポッドを目標へ投下し身軽になった後は、高速で離脱可能であった。胴体内に爆弾倉を持たないことから、機体を小型化できたほか、空力的に成形された様々な武装やエンジンを爆弾倉のサイズに制約されずに装着できた。またポッドを別に開発することで機体開発後に登場した兵器の搭載も容易とされた。
外装ポッドは様々なタイプのものが製作されたが、実用となったものは燃料およびMk39核弾頭を収納するMB-1と、Mk54核弾頭を収納した小型ポッドに大型増槽ポッドを下から覆いかぶさるように組み合わせた「親子式」のTCP（Two Component Pod）との2種類である。さらに爆弾以外に偵察用の機材も装備可能で、写真偵察用のLA-1などが製作された。合成開口レーダーAN/APS-73を装備したSLARポッドは試作に終わったが、キューバ危機においてキューバ空域を偵察飛行した際に使用されたと伝えられている。
またポッドに開発中のエンジンを搭載し、超音速条件や可変インテークまで含めたフルスケールでの飛行試験をこなせるテストベッドとしても利用された。
このように秀逸なアイデアに見えた外装ポッドだったが、後に様々な問題の原因となり、B-58の寿命を縮めてしまう結果となる（後述）。

### 自衛用火器

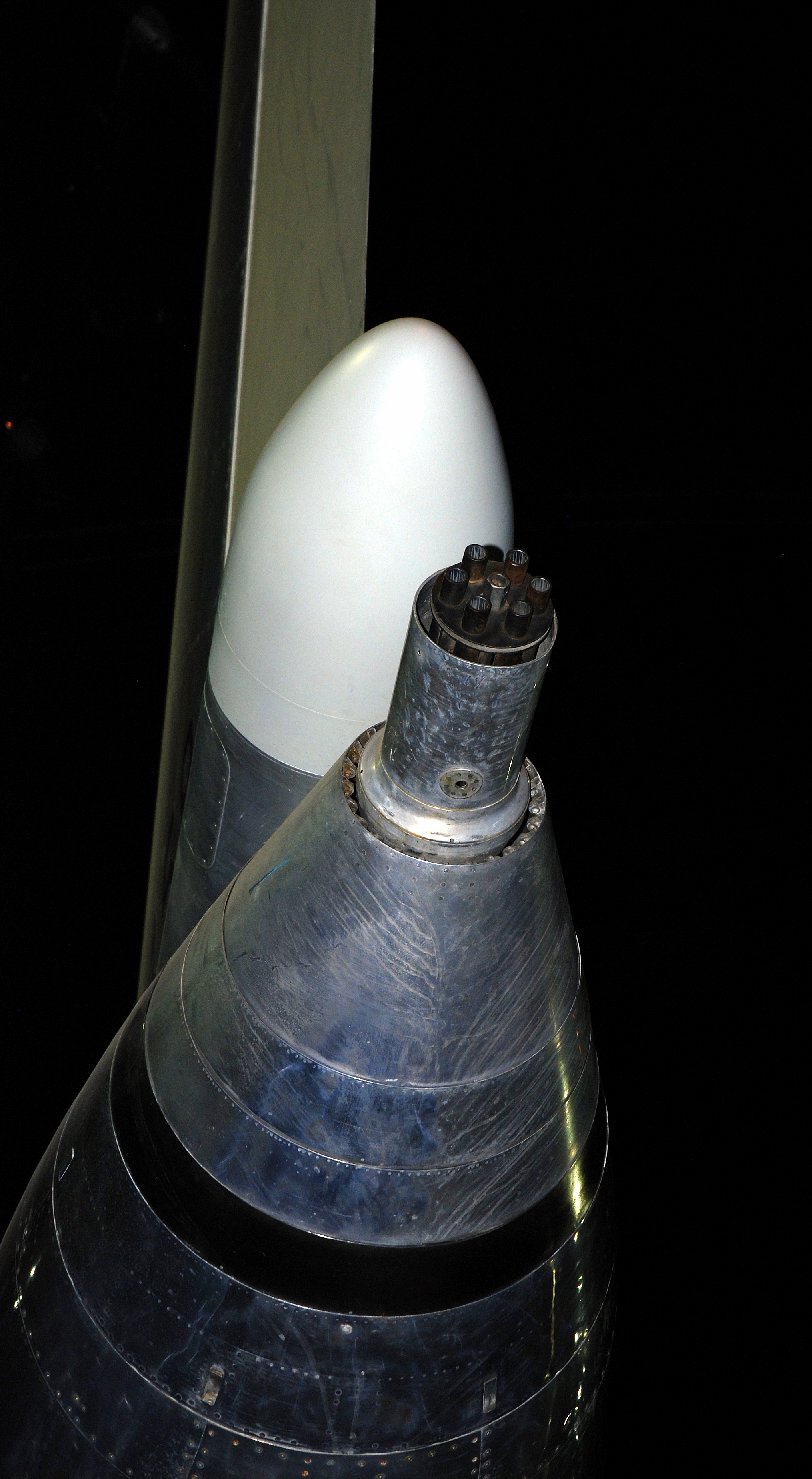
尾端部に配置された後方機銃
上方（画像の奥側）の円錐形のものは照準用レーダーのフェアリング

自衛用火器として機体尾端にM61A1とほぼ同仕様のT-171E2（後期型ではE3）20mmモーターガトリング砲を装備している。T-171の発射速度は4,000発/分で、弾薬1,200発を積載した。砲の照準は上部に配置されたエマーソン MD-7 レーダーによって行われ、レーダー連動による自動作動の他、火器管制装置を3人目の搭乗員である防御兵装手(DSO. Defense Systems Operator)が操作することにより手動で射撃できた。
当時の東側諸国ではミグ15やミグ17などの亜音速戦闘機がまだ現役に留まっていたが、速力に勝るB-58なら機銃で迎撃しなくても加速して逃走すれば良いほか、B-58に追い付けるマッハ2級の超音速戦闘機が相手でも機銃の射程内まで近づかず空対空ミサイルを撃ってくるであろうことから、後部機銃が有効となる状況は限られていた。このため、B-58以降に開発された多くの爆撃機では、後方向けの自衛火器は搭載されなくなった。

### 脱出装置
B-58は当初、他の機体同様、射出座席型の脱出装置を装備していたが、超音速飛行中の脱出で1名死亡、2名重傷の重大な結果を招き、カプセル式の脱出装置が新たに開発・装備された。脱出の際には、上から3分割式のクラムシェル型ブラインドが降りてカプセルが密閉され、内部を加圧した後に機体外に射出される。着地前にはエアバッグが展開してソフトランディングし、着水時にはフローティングシステムが作動する。さらにカプセル内には水や食料も備えてあり、着地後はそのままシェルターの役目も果たせた。
一方で、カプセル内の空間は非常に小さく、ただでさえ狭かったB-58のコクピットはさらに窮屈となってしまった。なお、訓練用のTB-58Aについては、後部乗員（教官とオブザーバー）の移動を妨げないよう、従来の射出座席のままとされている。

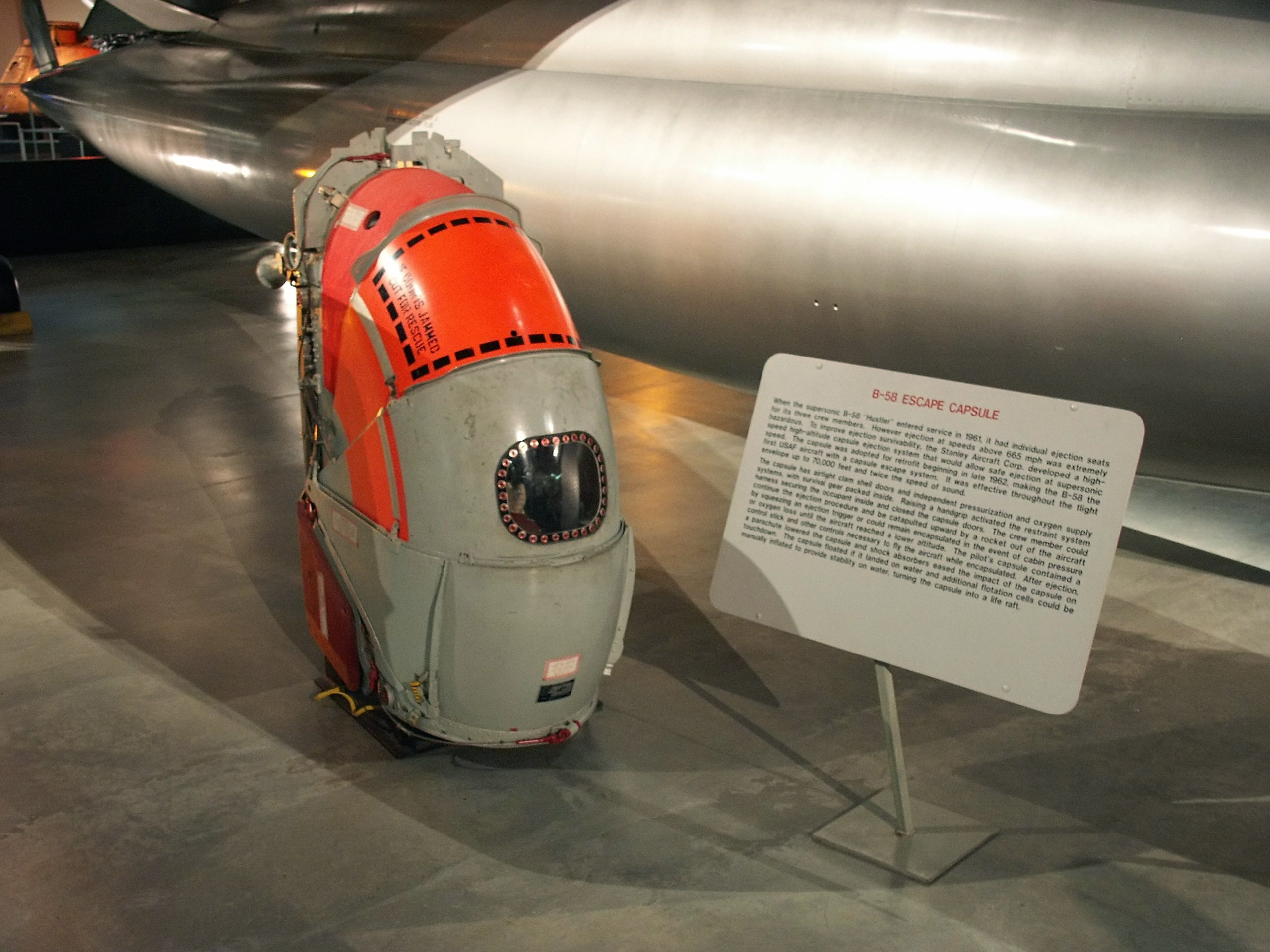
B-58の脱出カプセル（密閉状態）
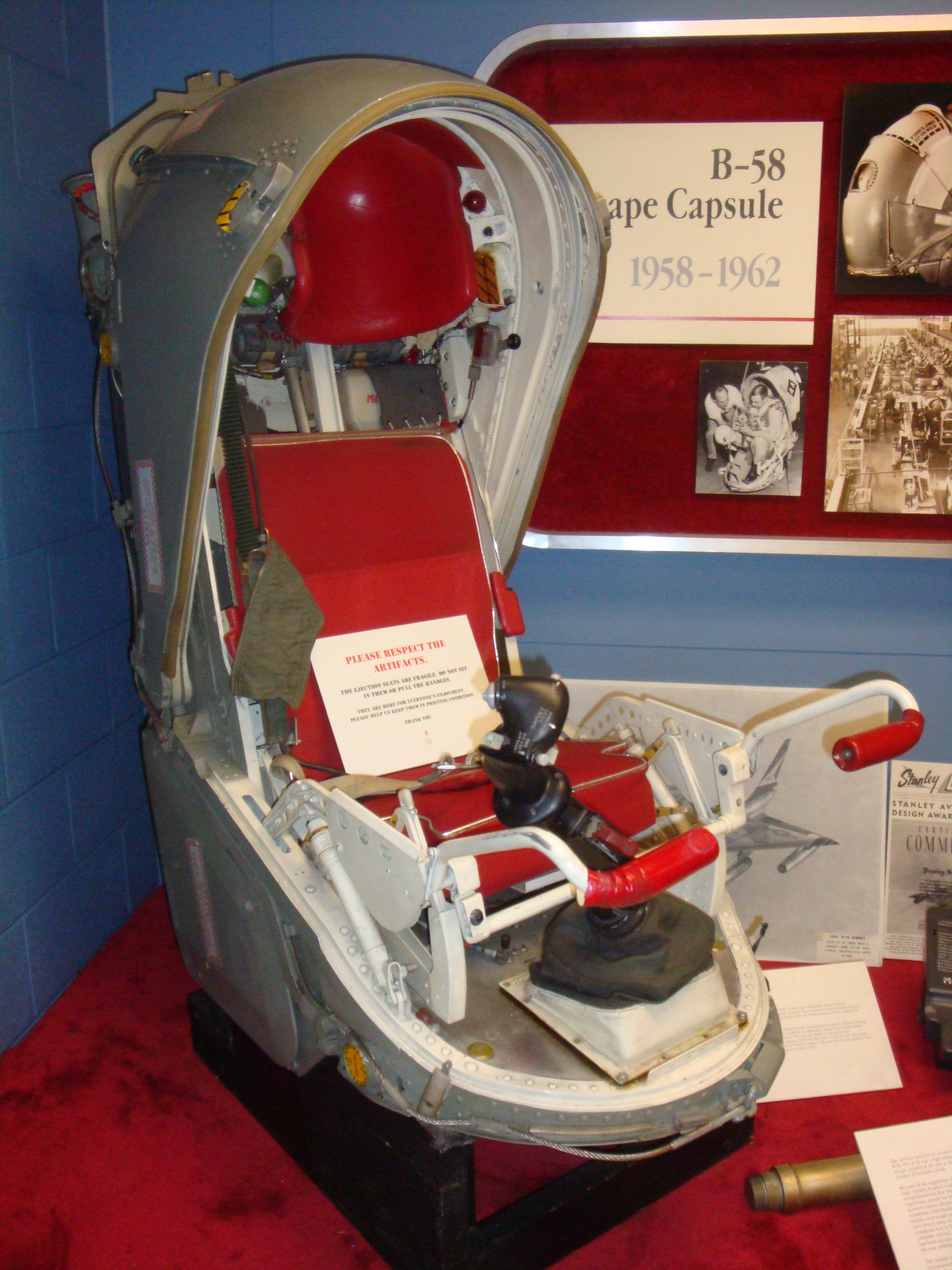
開放状態（通常状態）の脱出カプセル
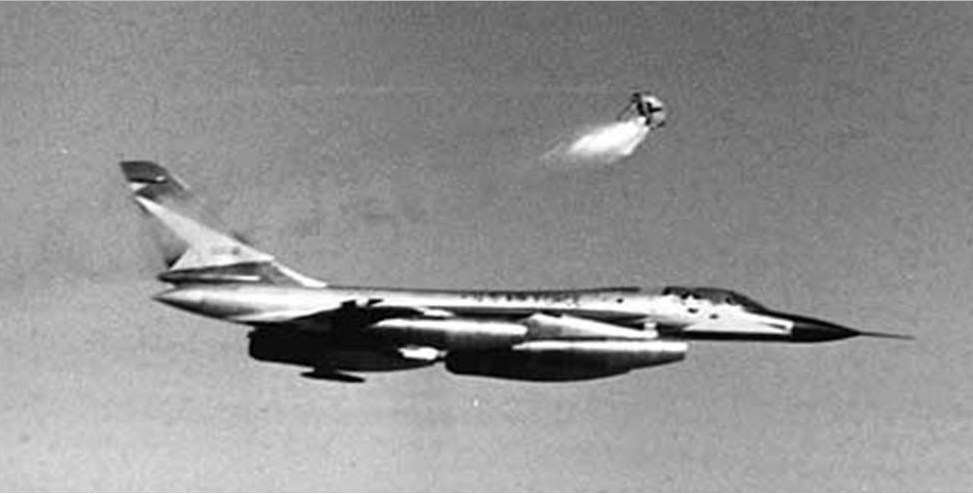
実際の飛行中に行われた射出テストの模様

## 運用

### 部隊配備と記録への挑戦

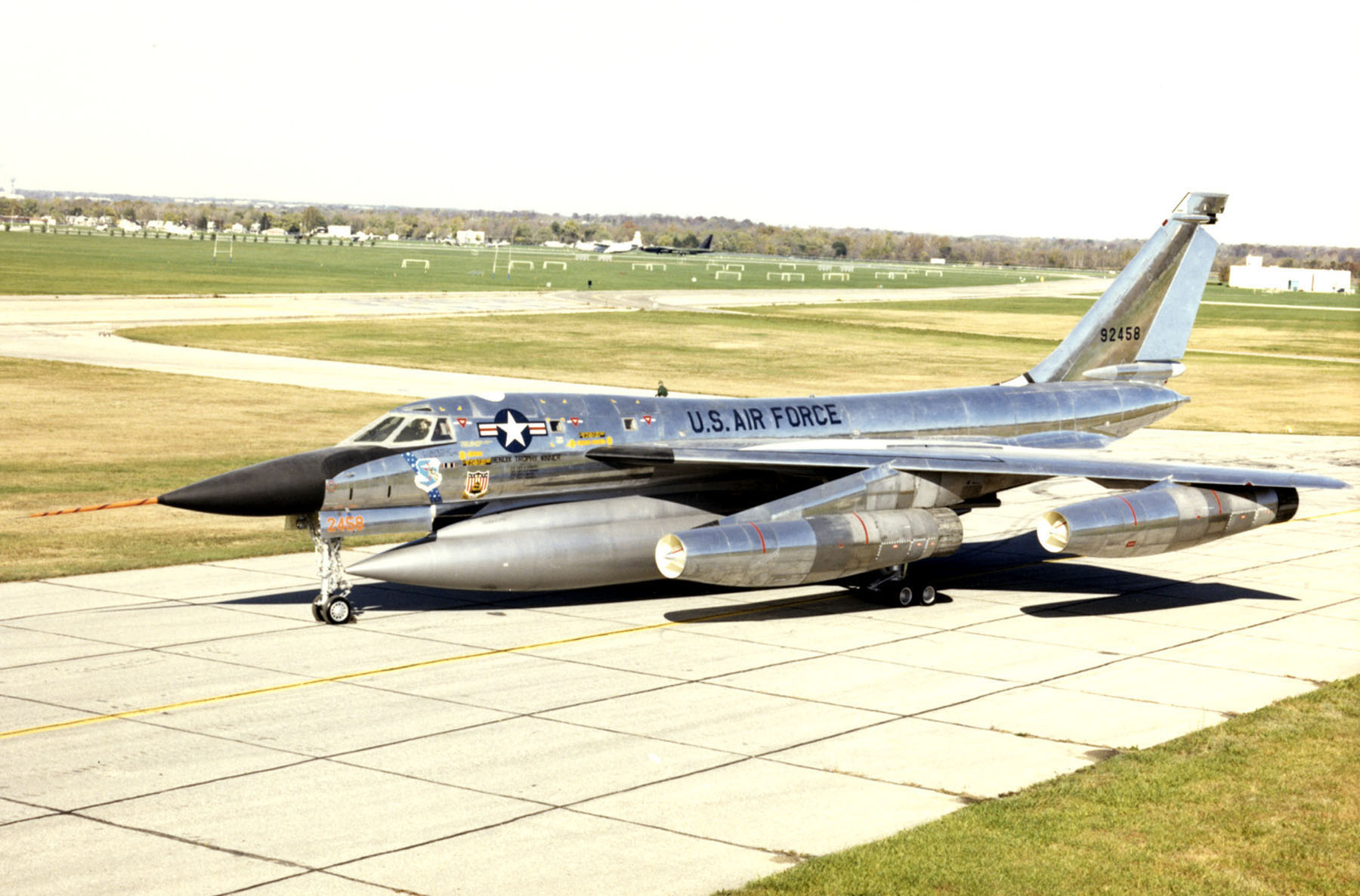
タキシングするB-58

B-58は1960年8月に部隊への配属が開始、1962年10月までに合計86機のB-58Aが生産され、実戦配備された（他に、テスト用のRB-58Bから11機がB-58A仕様に改造された）。
B-58は部隊配属直後から様々な記録飛行に挑戦を開始する。1961年1月12日に2,000km周回コースでペイロード1,000kgおよび2,000kg搭載状態での平均速度記録1,708.75km/hを樹立したのを皮切りに、同日に1,000km周回、ペイロード1,000kgおよび2,000kg搭載状態、14日には1,000km周回、ペイロード1,000kg，2,000kg搭載、および無搭載状態での平均速度記録を樹立し、それまでソビエトが保持していた最高記録をもぎ取った。さらに、翌1962年5月には北米大陸往復飛行に挑戦。復路のニューヨーク-ロサンゼルス間の飛行では、史上初めて地球の自転速度を超え、「西に沈む太陽を追い越して」飛行した。
1963年10月には沖縄の嘉手納基地から、イギリスのグリーンナムコモン基地まで、5回の空中給油を受けながら飛行し、途中、東京-ロンドン間の平均速度記録を樹立した。これは記録飛行であると同時に、北極越えの大圏コースを飛行し、数度の空中給油を手際よくこなすなど、戦略爆撃機としての実戦能力を示すデモフライトでもあった。このようにB-58の数々の記録への挑戦は、新型爆撃機の性能を誇示する機会ともなった。

### 実戦未投入

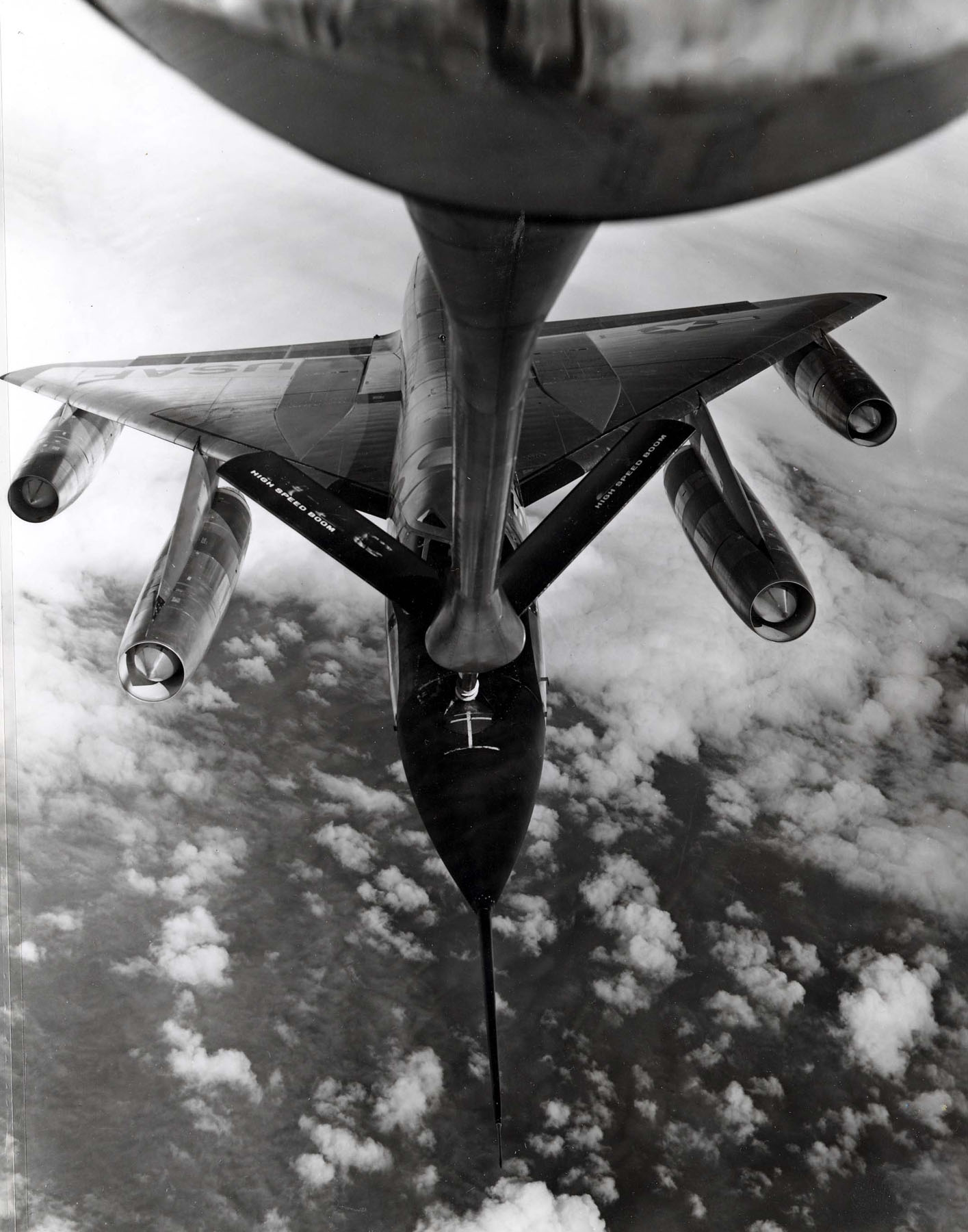
空中給油を受けるB-58

部隊配備当初の華々しい「レコード・ブレイカー」としての活躍とは裏腹に、B-58は実戦とは縁遠い存在となっていく。ロバート・マクナマラ国防長官によるアメリカ軍の大量報復戦略の一部転換（大陸間弾道ミサイルへのシフト）や運用コストの高騰、トラブルの多発や整備性の悪さ、さらには航続距離の短さや、通常爆弾の搭載量が少なく、ボーイングB-52ほどの汎用性がなかったことから、B-58は急速にその価値を低下させていった。
アメリカ空軍内では、1965年から本格化したベトナム戦争への投入も検討された。具体的にはB-58を戦闘爆撃機のパスファインダー（先導機）として使用する案が検討され、アメリカ本土でのテストの他、下面を黒、上面をタンとグリーンの2色で塗り分けた迷彩も制定された。しかし、パスファインダーとしての能力は認められたものの、後述するインテグラルタンクへの被弾の懸念から実施は断念された。
他にも通常爆弾の搭載量がB-52に比べて少なかった点や、整備に高度の技術を要するためアメリカ本土から遠いタイ王国やフィリピンなどの東南アジアの前線基地での運用が困難だった上に、近代的設備を擁しておりB-58の運用が可能だった嘉手納基地からは遠いなど様々なマイナス要因が存在し、実際にテキサス州やアーカンソー州、インディアナ州などアメリカ国内の複数の基地に配備されたものの、アメリカ国外の基地に配備されることはなかった。
結局、ベトナム戦争が激化して爆撃機が必要であるにもかかわらず、B-58は登場してからわずか5年後の1965年12月には、1970年6月までに退役させると決定された。折しもベトナム戦争の激化に伴う軍事費の増大とその圧縮が求められたこともあり、計画はさらに前倒しされ、1970年1月16日には全機の退役が完了。最初の部隊配備からわずか10年足らずで、B-58はアメリカ空軍から姿を消した。
なお、B-58は爆撃機としては一度も実戦へ投入されないまま引退したが、偵察機としては1962年10月のキューバ危機で出動し、少なくとも1回はキューバ領空に侵入、偵察したとされている。他に、1964年3月のアラスカ地震の時にも被害状況を撮影するために2機が出動した。

## 評価

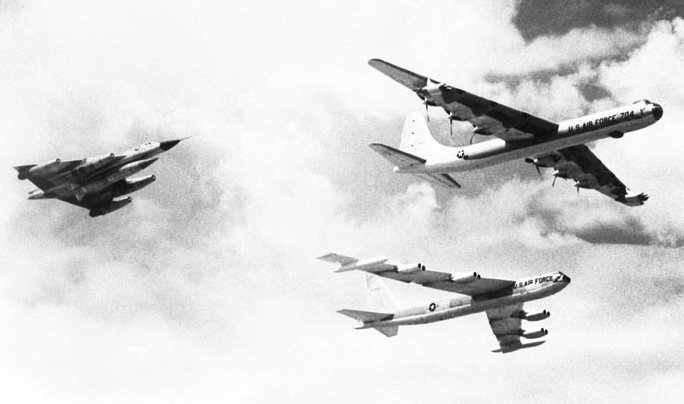
B-36とB-52とともに飛行するB-58

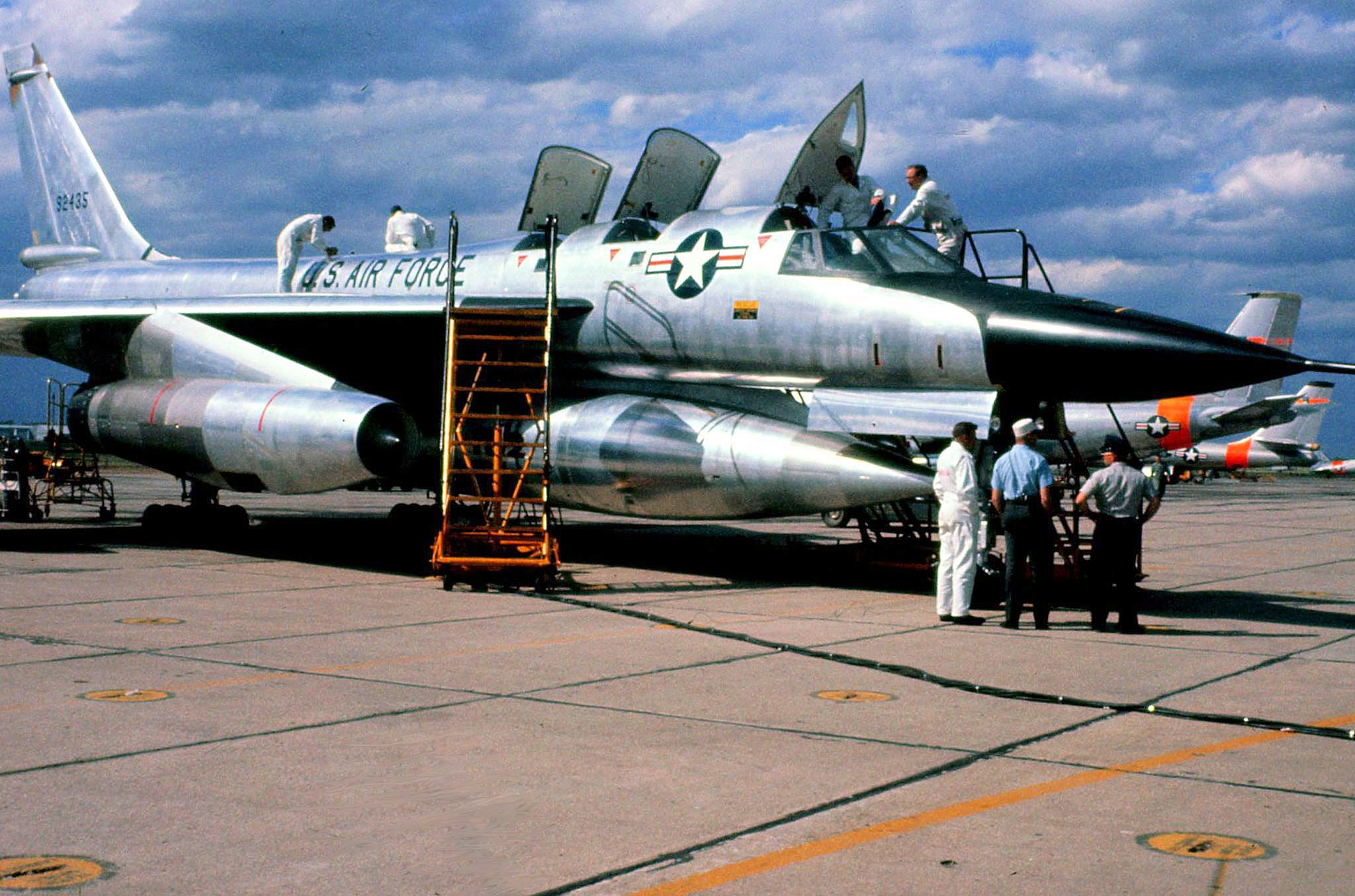
乗務員の乗降用扉を開いたB-58

実のところ、B-58の前途は実戦配備前から閉ざされていた。カテゴリーIIテストの進行中にアメリカ空軍参謀本部はランド・コーポレーションにB-58の評価を依頼したが、「搭載力と航続距離でB-52に劣る」、「防空網の充実で進攻速度は将来的に問題にならない」と厳しい評価が下った。実際に高空高速侵攻戦術は、程なくしてソビエトの防空網の充実によって有効性を失い、同時にB-58も戦略的価値を失った。
同時代の他の爆撃機、例えばB-52やアブロ バルカンなどは新たな戦術である低空侵攻に適応して生き残ったが、B-58は以下のような要因から低空侵攻に適応できなかった。
- 翼面荷重が低いため低空では速度が上がらず、ガスト（突風）に弱い。
- 全天候性がない。
- デルタ翼のために胴体と主翼の取付部が大きい上に、主翼の剛性が高く、ガストをかぶると機体に大きな負担が掛かる。
- 主翼内に広面積のインテグラル式燃料タンクが組み込まれており、小口径の対空火器でも被弾すれば致命傷となる。

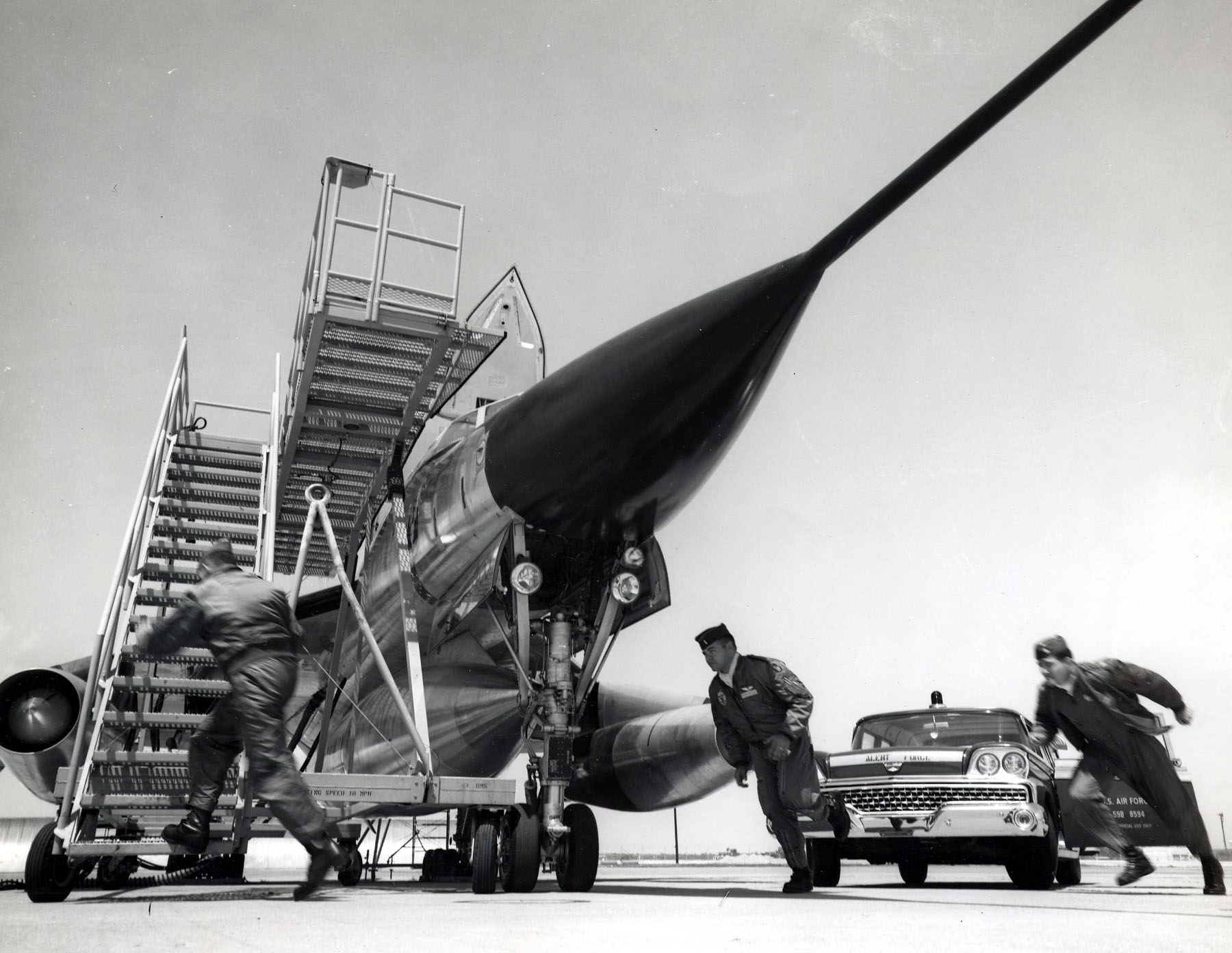
「スクランブルに向かうB-58のクルー」とされたアメリカ空軍の広報用写真。17段のタラップが右翼側に装着されている

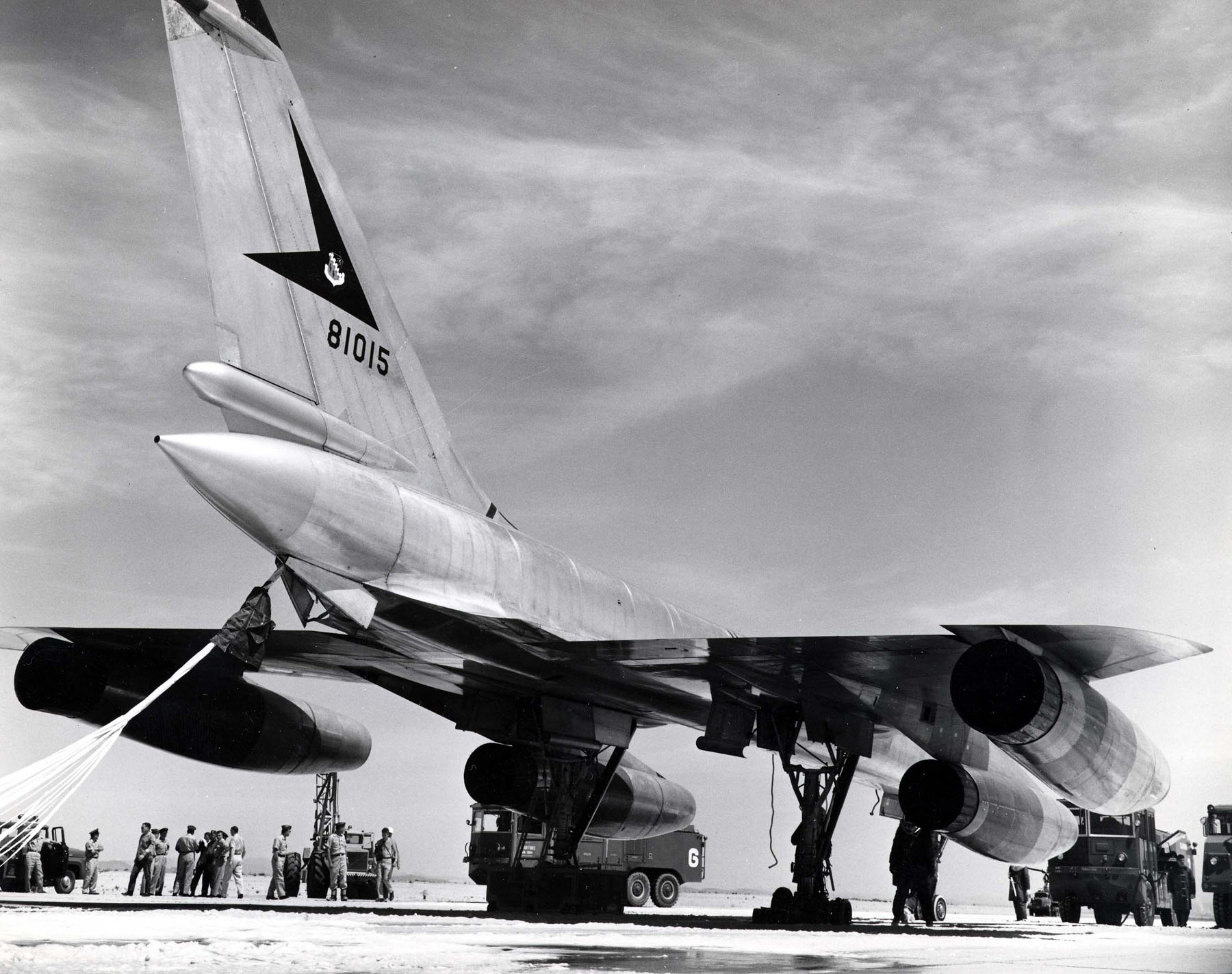
着陸時にバースト事故を起こしたRB-58A

運用上も決して使い勝手の良い機体ではなく、特に外装式の兵装ポッドに起因する問題が多発した。
- 専用の地上設備を必要とし前線基地への進出・展開は、事実上不可能であった。特に、外装ポッドと地表とのクリアランスを確保するために、機体下面が極端に高くなり、地上要員が機体や、追加ハードポイントのMk43核爆弾（後述）にアプローチするためには「脚立」が不可欠だった。乗員の乗降だけでも3名用の足場（キャットウォーク）つきの17段ものタラップが必要であった。負傷した乗員の救助にも支障が懸念された。
- 主脚に関するトラブルが多発した。機体の位置が高いため、主脚が極度に長く複雑な構造になった。また小径で高速回転するタイヤは着陸時のバースト事故が多発し、機体だけでなく滑走路にも損傷を与えた。
- 外装ポッドのために重心に問題を生じた。外装ポッドを外すと重心が極端に後方に移動し、しばしば「尻餅事故」を起こした。
- ECMなどの電子装備を充実できなかった。外装ポッドのために機体下面のアンテナ類の配置が制限され、機体内のスペースも限られていたためである。
- 外装ポッドには核爆弾を1発しか搭載できなかった。後に機体後部にハードポイントを追加し、小型のMk43核爆弾4発を搭載できるように改造されたが、同時に短い航続距離がさらに犠牲となった。
- 通常爆弾やスタンドオフ兵器（ミサイル）の運用能力を欠いていた。B-58用のスタンドオフ兵器としては、有翼ミサイルMA-1が開発予定だったが、コストの上昇によりキャンセルされている。
- 緊急発進が困難だった。発進の際には、エンジンの始動も含めて地上設備に全面的に依存していたためであり、前述の17段のタラップも一因であった。発令後15分以内の離陸を目指して訓練が続けられていたが、ソビエトの戦略原潜がアメリカ近海に進出するようになると、発進前に第1撃を受けて潰滅する危険性が増した。
- 乗員に多大な負担を強いた。一度乗り込んでしまうと座席間の移動ができず、長時間の飛行では特に顕在化した。カプセル式の脱出装置を装備してからは状況はさらに悪化し、コクピットは狭隘となって乗員の体格を制限せざるをえないほどであった。
- 航続距離が短かった。このため空中給油機などのサポートの運用コストが多大であった。例えばB-52であれば空中給油機のボーイングKC-135をB-52:KC-135=3:2の割合で用意すればすむところ、同じミッションをB-58でこなそうとするとB-58:KC-135の比率を1:1で用意しなければならなかった。
- 整備性が非常に悪かった。特にアナログコンピュータを用いたウエポンシステムは、各コンポーネントが複雑に結線され、修理・改善に時間がかかった。
- 整備コストも高かった。例えばハニカム構造を多用した外板は損傷時に板金で修理できず、パネル交換を必要とした。

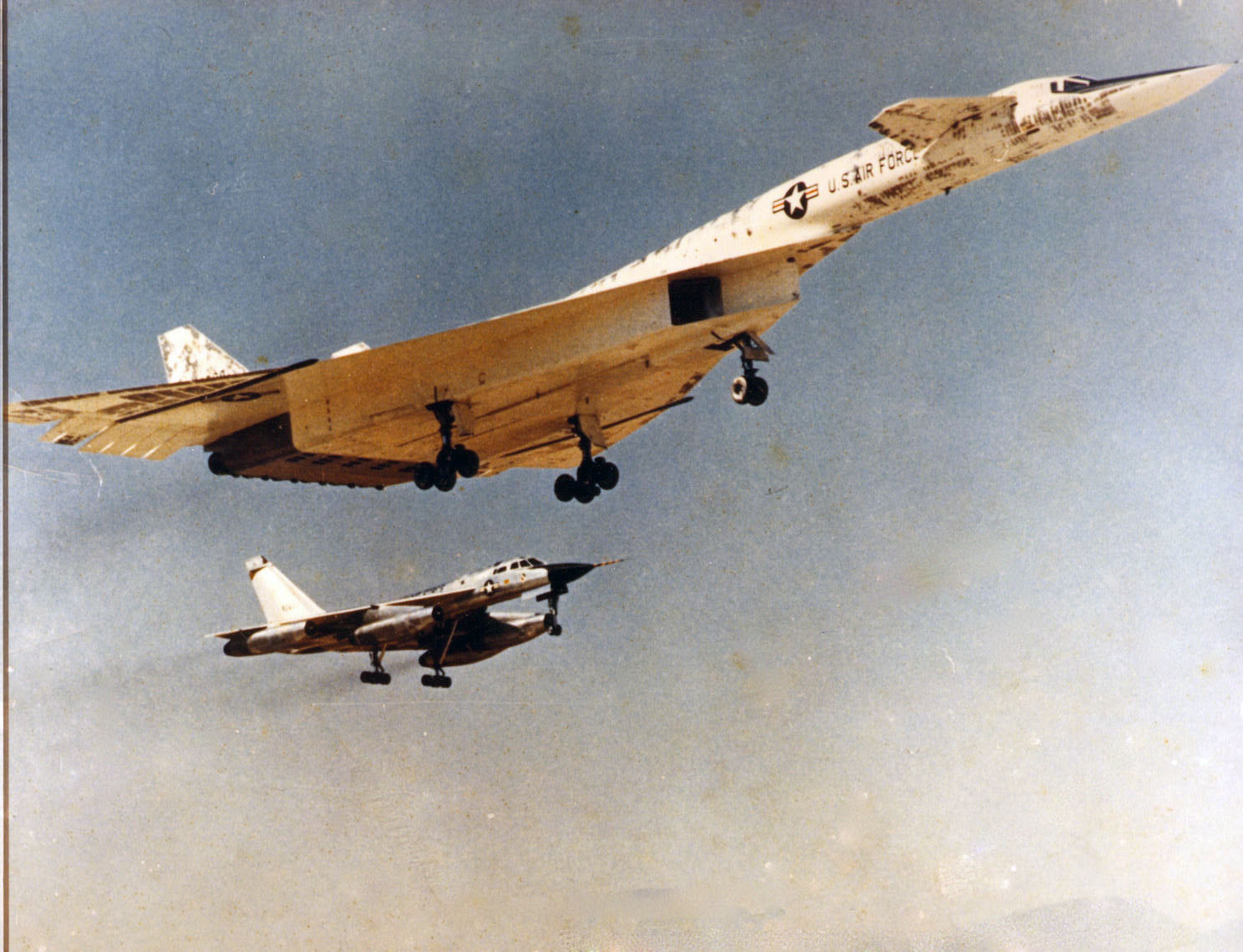
XB-70とともに飛行するB-58

B-58は高空高速侵攻と核戦争に過度に特化した機体であったために、戦術・用兵思想の転換や、戦争形態の変化（地域紛争、非対称戦の多発）に適応できなかった。経済的にも負担が大きく、結果、アメリカ空軍の戦略爆撃機としては異例の短命で退役を余儀なくされた。一方で、B-58の問題点は製造元のコンベア社でも認識されており、新型エンジンや通常爆弾に対応した新型ポッドなどを装備した改良型、B-58Bを提案していた。185機の生産計画があり、B-58Aの1機のエンジンを換装してプロトタイプとする計画も具体化しつつあったが、低空侵攻用としてはB-52の改良型（G/H型）、高空侵攻用としてはB-70の開発を控えている状況ではB-58Bの開発・配備のメリットは小さく、1959年7月7日にキャンセルされた。
B-58について、実用面での問題が多く、実戦にも投入されなかったこともあって、本機は成功作といえなかったのではないかという議論が時折発生する反面、B-58は戦略的には一定の「戦果」を上げたとの意見もある。すなわち、B-58の開発当時は依然として高空高速侵攻が有効な戦術と認識されており、実際にも超音速爆撃機の研究も米ソ両国をはじめ各国で進められ、さらにその幾つかは具体化しつつあった。そのような状況下では（たとえ実際には価値が低かったとしても）数々の速度記録を打ち立てている超音速戦略爆撃機が100機近くも実戦配備されているという事実は、当時アメリカに対峙していたソ連に多大なプレッシャーを与え、超音速爆撃機に対応した防空網の整備のために莫大な支出を余儀無くさせたと考えられ、さらにその後の戦術の転換のために、ソビエト側はそれまでの高空侵攻への備えが無駄になったばかりか、低空侵攻に対応した防空網の新たな構築まで強いられる結果となった。つまり、一種の「ブラフ（はったり）」としての「戦果」を考えれば、当時の仮想敵国（主として財政面）に間接的ダメージを与えたB-58の存在はあながち無駄ではなかった、という評価も多い。
また、アメリカ軍ではB-58を飛行記録の更新を行ったり広報写真の題材に使うなど最新鋭の超音速爆撃機として宣伝していた。これにより戦略空軍に対して大きな注目を集めたことは、冷戦初期におけるアメリカの戦略核戦力を誇示することに大いに役立った、との評価もある。

## スペック
- 全長:29.49 m
- 全幅:17.32 m
- 全高:9.12 m
- 主翼面積:143.26 m2
- 総重量:73,900 kg
- エンジン:J79-GE-5B 4基
- 推力:69.4 kN（ドライ）、79.4 kN（A/B）
- 最大速度:M2.1
- 実用上昇限度: 18,300 m
- 航続距離: 3,823 nm （= 7,081 km）
- 乗員：3名

## 派生型
XB-58
試作機。2機製造。後に1機がTB-58Aに改造。
YB-58A
前量産型。11機製造。後に1機がNB-58Aに、5機がTB-58Aに改造。

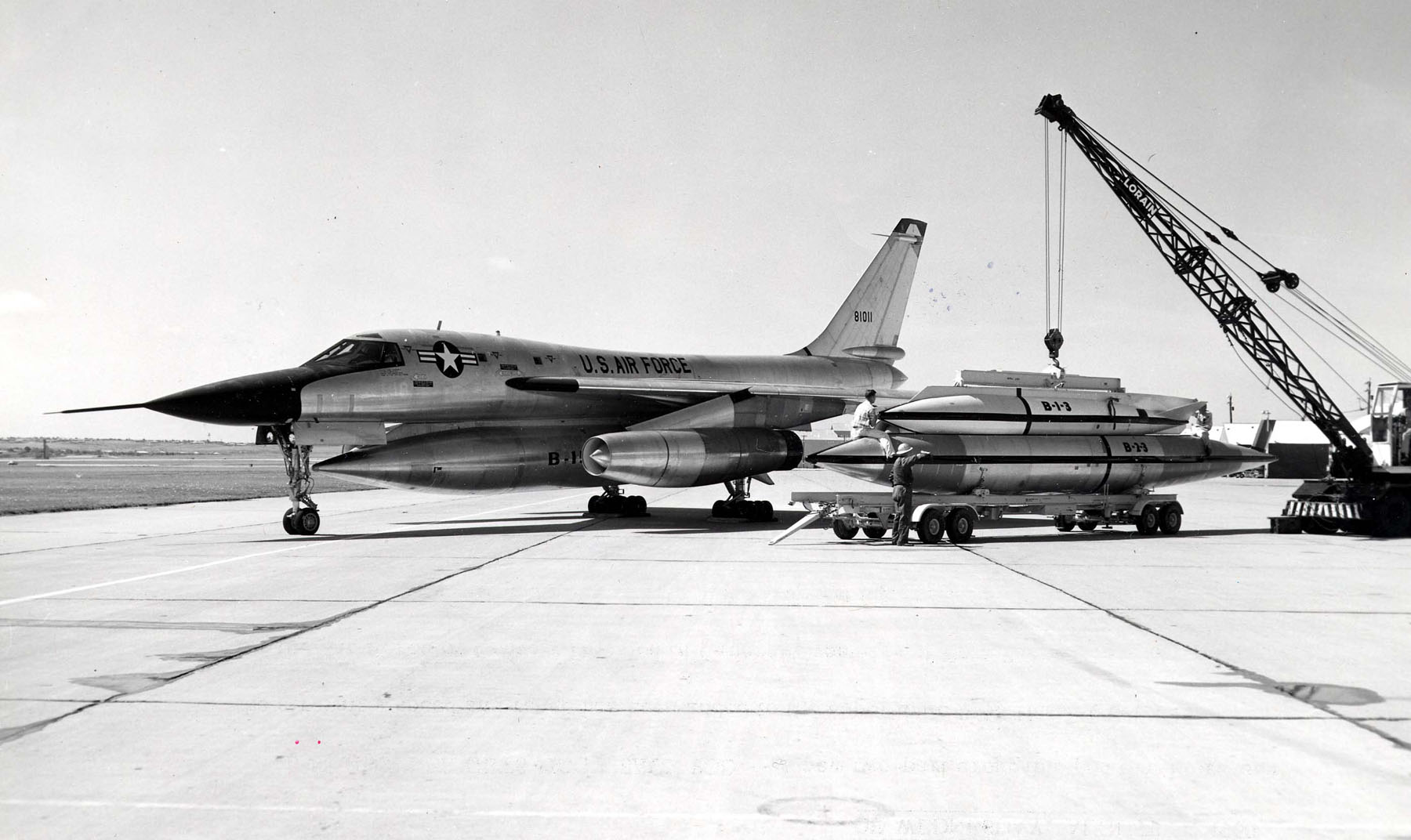
RB-58A
偵察機型。17機が製造されたが、実際にはテスト機として使用された。テスト終了後に11機が量産化改造されてB-58Aに、1機がTB-58Aに改造された。
B-58A
量産型。86機新造。他にRB-58Aから11機が改造。
TB-58A
訓練型。テスト機各型から合計8機が改造。純粋な訓練用で、武装と関連装備は除かれていた。
NB-58A
試験機。YB-58Aから1機改造。XB-70用のYJ93-GEエンジンのテストベッドとなった。後にTB-58Aに改造。
B-58B
計画のみ。エンジンをJ79-GE-9に換装し、航続距離、速度、高度を改善。通常爆弾や空対地ミサイルの運用能力を追加する予定だった。1959年6月11日に生産計画がスタートしたが、7月7日にキャンセル。
B-58C
計画のみ。
B-58D
計画のみ。
B-58E
計画のみ。
コンベアモデル 58-9
アメリカの超音速輸送プログラムで提案された超音速輸送機。1961年にコンベアによって最初に開発され、マッハ2を超える速度で58人の乗客を運ぶことを目的としていた。

## 現存する機体
| 型名                                | 番号        | 機体写真 | 所在地                    | 所有者                       | 公開状況 | 状態     | 備考                                                                 |
| ----------------------------------- | ----------- | -------- | ------------------------- | ---------------------------- | -------- | -------- | -------------------------------------------------------------------- |
| YB-58-1-CF B-58A-1-CF TB-58A-CF     | 55-0663 4   |          | アメリカ インディアナ州   | グリソム航空博物館           | 公開     | 静態展示 | 最も初期に作られた4機のうちの1機。                                   |
| YB-58A-1-CF B-58A-1-CF              | 55-0665 6   | 写真     | アメリカ カリフォルニア州 | エドワーズ空軍基地           | 公開     | 静態展示 | もともとオクターヴ・シャヌート航空宇宙博物館に展示されていた。       |
| YB-58A-1-CF B-58A-1-CF GRB-58A-1-CF | 55-0666 7   | 写真     | アメリカ カリフォルニア州 | キャッスル航空博物館         | 公開     | 修復中   |                                                                      |
| YB-58-1-CF B-58A-1-CF TB-58A-CF     | 55-0668 9   | 写真     | アメリカ アーカンソー州   | リトルロック空軍基地         | 公開     | 静態展示 | もともとローンスター飛行博物館に展示されていた。                     |
| B-58A-10-CF                         | 59-2437 40  |          | アメリカ テキサス州       | ケリーフィールド分屯基地     | 公開     | 静態展示 |                                                                      |
| B-58A-10-CF                         | 59-2458 61  |          | アメリカ オハイオ州       | 国立アメリカ空軍博物館       | 公開     | 静態展示 |                                                                      |
| B-58A-20-CF                         | 61-2059 95  |          | アメリカ ネブラスカ州     | 戦略航空軍団・航空宇宙博物館 | 公開     | 静態展示 |                                                                      |
| B-58A-20-CF                         | 61-2080 116 |          | アメリカ アリゾナ州       | ピマ航空宇宙博物館           | 公開     | 静態展示 | 最も最後に空軍へ納入された機体。                                     |
| B-58A ロケットスレッド              |             |          | アメリカ ルイジアナ州     | バークスデール世界勢力博物館 | 公開     | 静態展示 | ロケットスレッドと呼ばれる、射出座席実験用に作られた前部のみの胴体。 |
| B-58A ロケットスレッド              |             |          | アメリカ インディアナ州   | グリソム航空博物館           | 公開     | 静態展示 | 射出座席実験用のロケットスレッドとして作られた前部のみの胴体。       |

## 登場作品

### 映画
『未知への飛行』
「ビンディケーター」の名称で登場。電子機器の故障から誤った攻撃命令を受信し、ソビエト領内に侵入。米本土からの警告で大半が撃墜されるが、生き残った1機がモスクワに核攻撃を加えてしまう。
作品の内容から米空軍の協力を得られなかったため、実写映像はストックされていた資料映像から流用された。それでも、収録された映像は現役期間が短かったB-58の、数少ない実写映像である。操縦室内の描写もあるが、座席は実機と異なりB-52などと同様の並列複座となっており、カプセル式の脱出装置も再現されていない。

### 漫画・アニメ
『サイボーグ009』
第1作第16話「太平洋の亡霊」に登場。ビキニ環礁から浮上して米本土に向かう長門に原爆を投下する。しかし効果が無かったうえに、長門の放射能は10倍に増幅してしまう。
操縦席は並列複座となっており、実機には無い主翼のパイロンに原爆を懸架している。

### 小説
『遥かなる星』
アメリカ空軍の爆撃機としてB-52とB-47を含む1,000機が地上と空中で待機していた。しかし、第三次世界大戦ではソヴィエトの先制攻撃でほとんどが地上で撃破され、空中待機中の機も電磁パルスで次々と撃墜される。
『星のパイロット』
主人公が搭乗する宇宙往還機『ダイナソア』の空中発射母機として運用されている。

### ゲーム
『鋼鉄の咆哮3 ウォーシップコマンダー』
アメリカ型の航空機として登場。プレイヤーが購入可能な機体として登場し、空母には搭載できない戦略爆撃機としての扱いとなる。